# 関屋分水路
関屋分水路（せきやぶんすいろ）は、新潟県新潟市を流れる信濃川の分水路である。関屋分水（せきやぶんすい）とも呼ばれる。1972年（昭和47年）8月10日に通水し、全長は約1.8 km。河口から約10 kmほど上流の平島地区から分流し、関屋地区を経て新潟砂丘を貫き日本海に注ぐ。
洪水から新潟市を守ることがその役割であり、1978年（昭和53年）の信濃川下流域の洪水の際には新潟市内での氾濫を防ぎ、また2004年（平成16年）7月に起きた新潟・福島豪雨の際にも治水対策機能を実証した。関屋分水路の計画高水流量は毎秒3200立方メートルである。上流からの土砂を分水路が引き受けることによって、本流下流の新潟西港への土砂堆積の防止に役立ち、分水路河口付近の海岸侵食対策にも貢献している。
信濃川上流側の同県燕市と長岡市に跨る地域には、同じく日本海に至る分水路として大河津分水路（大河津分水）がある。

## 沿革

### 近代以前の計画
信濃川の流水量を調整するための分水路としては江戸中期の享保年間に大河津分水路が企図され、1920年代に開通したが、より下流にさらに分水路を開削する構想は江戸時代後期からあったと言われている。幕末期の計画には日本海の湊を確保したい会津藩の狙いもあったとされ、実際に関屋村が会津領となったものの、新潟湊の猛烈な反対を受け実現には至らなかった。
一方、洪水対策として関屋掘割の建設を求める声も上がり、1869年（明治2年）には信濃川右岸側の亀田郷の農民らが関屋金鉢山で新潟町の町人と対峙する騒動も起こった。
その後、1909年（明治42年）には、坂井輪郷の排水を日本海へ流すために小さな堀（関屋掘割）が作られたが、すぐに河口が埋まってしまった。これは関屋分水路に近いルートを辿っていたとされる。

### 「関屋分水案」と「河口分流案」の対立
その後も信濃川下流域では度々増水災害があり、最下流の新潟市も昭和に入ってから構想を練っていた。1941年（昭和16年）には新潟県が内務省に関屋分水計画を申請したが、折りしも太平洋戦争が始まり、多額の工事費と新潟港への影響が懸念され、承認には至らなかった。戦後、新潟港の機能強化と海岸浸食への対策を検討するにあたって、運輸省と新潟県の間で、「信濃川と新潟港を分離する関屋分水案」と「内港施設の拡充をはかる河口分流案」の２案が示されるようになった。

　* 1954年（昭和29年）11月 - 新潟市議会全員協議会において、河口分流案に賛成、中央への運動申合せを決定

　* 1955年（昭和30年）3月 - 第7回港湾計画会議において、新潟市における地盤沈下と海岸欠壊の防止対策を考慮し、河口分流案を前提

　　　　　　　　　　　　　　とする新潟港港湾改良計画を全面的に採択

　当時の柏原正雄新潟県議会議員は、長年の独自研究と経験から新潟港のことも考慮し、関屋分水案を説き続けた。

　* 1956年（昭和31年）1月23日 - 当時の北村一男新潟県知事が関屋分水案の再検討を指示

　建設省は北村の分水案に賛成したが、運輸省と新潟市は反対し、分流案にこだわった。

　* 1957年（昭和32年）3月23日 - 新潟県議会において関屋分水促進決議が全会一致で決議

　* 1958年（昭和33年）11月 - 建設省も関屋分水案を考慮するように

　* 1959年（昭和34年）度 - 建設省において調査費を計上、英国より輸入したアイソトープによって漂砂の性質確認を実施

　1960年代に入ってから改めて本格的に分水事業が検討されるに至る。

　* 1960年（昭和35年）3月 - 新潟市議会において全員一致の賛成決議がなされる

　* 同年8月 - 旧信濃川総合改良計画協議会の設置

　* 1961年（昭和36年）6月 - 促進期成同盟委員会の発足

　* 1964年（昭和39年） - 国庫補助による県事業として工事に着手されることが決定

　* 同年6月16日 -  新潟地震の発生。新潟県は事業継続を断念

　* 1965年（昭和40年） - 新河川法施行もあり、建設省直轄事業が信濃川の治水対策を名目として工事再開

　* 1966年（昭和41年）4月 - 建設省北陸地方建設局（現・国土交通省北陸地方整備局）旧信濃川工事事務所を開所

　* 1967年（昭和42年）12月14日 - クワ入れ式挙行

### 本格的な分水路の建設
分水部の信濃川には信濃川水門を設け、日本海からの海水逆流による塩害を防止するために新潟大堰を建設して、水量調節を図った。掘削土は同時期に建設が始まった新潟バイパスの盛土として利用された。1970年頃からは分水路開通によってこれを横断する必要のある国鉄越後線や国道8号（当時）、国道116号（当時）、のちの国道402号となる市道などの橋脚工事が始まり、1972年（昭和47年）に完成した。1965年度以降の総工費は約160億円。

### 競馬場移転
工事箇所となる新潟市関屋地区は、当時から市街地の西端で人口が多かったため、立ち退きも大きな問題となった。
そこで当時の新潟県は関屋地区にあった新潟競馬場に目をつけ、新潟競馬場用地を立ち退き住民の住居用地に当てることを構想し、新潟競馬場を所有する日本中央競馬会やその監督官庁である農林省（現・農林水産省）などとの協議を行い、競馬場の土地収用に協力を要請するなどして用地補償問題に決着をつけた。これに伴い、日本中央競馬会は北蒲原郡豊栄町笹山（現・新潟市北区笹山）地区に代替の土地を確保し、1965年（昭和40年）に新潟競馬場を新築移転して現在に至っている。
以後は宅地開発による都市化が進み、「関屋競馬場」と呼ばれていた周辺の面影は現在はほとんどなく、「競馬町」の地名も近接する町名に統合されて廃止された。現在では付近の街区公園（関分公園）にある石碑と、越後線関屋駅近くにある「競馬場踏切」に往時の名残を留めているだけである。「競馬町マーケット」という食料品店（八百屋）や靴修理店や洋品小物店などの複数の商店が入った集合商店があったが、最後まで営業していた食料品店が2007年（平成19年）6月で閉店し、建物自体も取り壊され、跡地は民間住宅に分譲された。
新潟競馬場で毎年夏季に行われる中央競馬の重賞競走(GIII)「関屋記念」は、新潟競馬場のかつての所在地である関屋を記念したレースである。

## 分水路による地域区分と名称
分水路の開削によって新潟市の信濃川下流左岸地域は北側を海に面し、東側及び南西側が河川で分断された「島」の形態となり、『新潟島（にいがたじま）』と通称されるようになった。
新潟市が政令指定都市となり行政区が設定された際には、関屋分水路が中央区（右岸、東側）と西区（左岸、西側）の境界となった。分水路右岸（中央区側）に堀割町、左岸（西区側）に関屋堀割町という地名が存在する。西区側に暮らす一部の生徒に新潟市立小針中学校ではなく新潟市立関屋中学校に通うことが認められているのは、関屋堀割町が元々中央区側の関屋地区に属していた歴史的経緯がある。1971年（昭和46年）の新学期には、中央区側にあたる堀割町３丁目の一部父兄が、子どもの校区が新潟市立有明台小学校から分離新設された新潟市立青山小学校に変更されたことを不満に思って、入学式・始業式をボイコットさせた上、独自に寺子屋を開設して青山小に通わせないという騒ぎも発生しており、その後分水路を渡って通学することに対して慎重な配慮がなされている。

## 橋梁
下流より記載
- 新潟大堰橋（新潟市道西1-94号線。新潟市西部方面からの一方通行路）
- 浜浦橋（国道402号。新潟海岸バイパスへ接続。別名日本海夕日ライン）
- 堀割橋（建設当時は主要地方道新潟寺泊柏崎線、次いで国道402号、新潟市道文京町五十嵐二の町線と変遷）
- 有明大橋（建設当時は国道116号、現新潟市道曽和インター信濃町線。別名西大通り）
- 越後線鉄道橋
- 関屋大橋（建設当時は国道8号、現新潟県道16号新潟亀田内野線。以前、上流側歩道は新潟交通電車線の線路になっていた）

## 関連施設

### 関分記念公園
新潟県新潟市中央区関屋2番地44に所在する都市公園。関屋分水路の建設に併せて記念公園として整備された。
園内には日本海を一望できる展望台やタコ形滑り台、関屋分水路の建設に功績のあった北村一男、横山太平、柏原正雄各氏の銅像が設置されている。

### 関屋分水資料館
新潟県新潟市西区関屋1827-39に所在する資料館。建設工事の様子や、分水路が無い場合の発生しうる影響についてパネルで説明する。